# 립슈타트

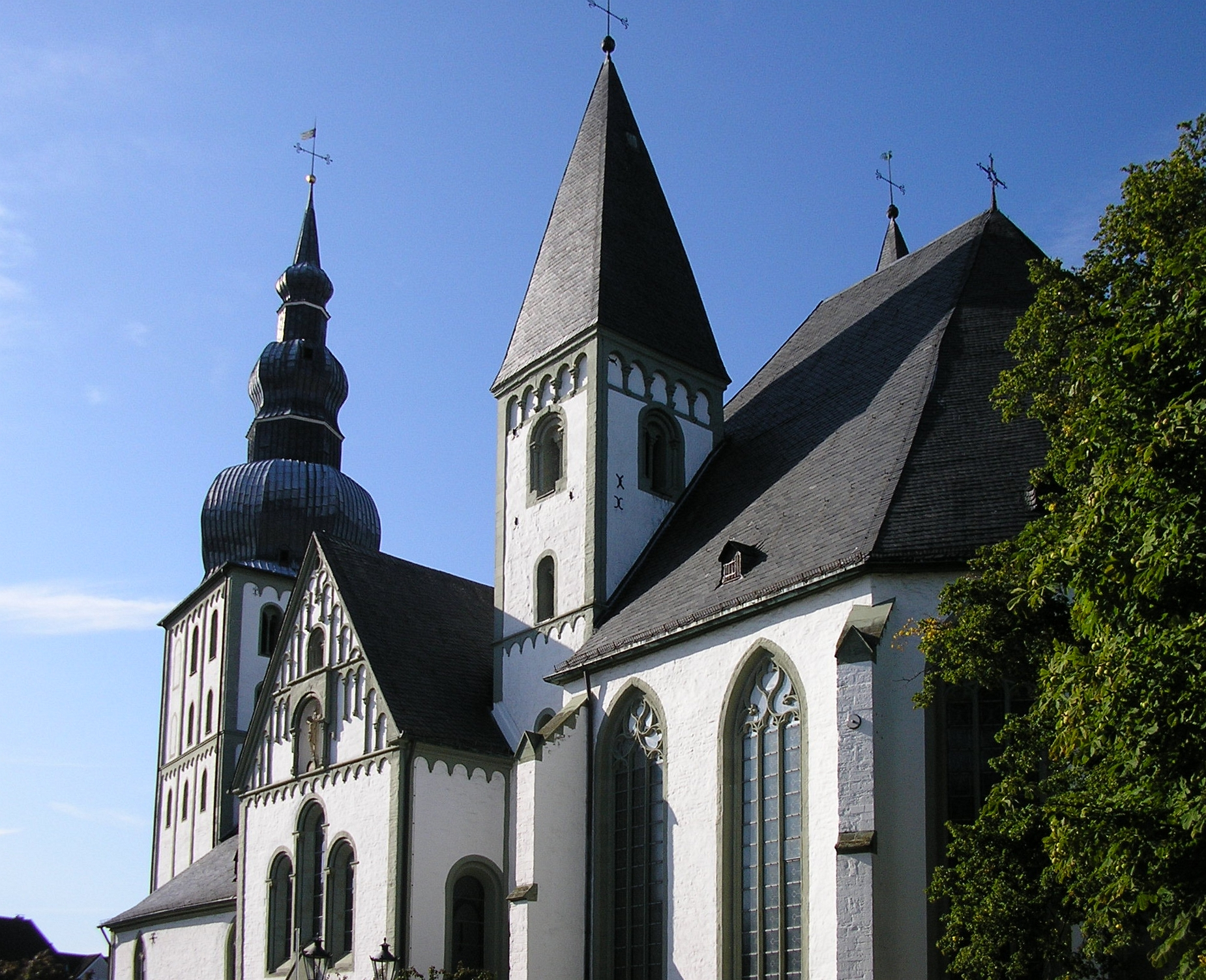
립슈타트 성 마리 루터교 교회

립슈타트(독일어: Lippstadt)는 독일 노르트라인베스트팔렌주에 위치한 도시로 면적은 113.3km2, 높이는 79m, 인구는 67,233명(2015년 12월 31일 기준), 인구 밀도는 590명/km2이다. 라인강의 지류 가운데 하나인 리페강(Lippe)과 접하며 도르트문트에서 동쪽으로 약 70km, 파더보른에서 서쪽으로 약 30km 정도 떨어진 곳에 위치한다. 파더보른 립슈타트 공항이 이 곳에 위치한다.

시 문장

## 역사
1185년에 계획도시로 건립되었으며 1281년에는 아우구스티노 수도회 수도원이 건립되었다. 1523년에는 도르트문트, 오스나브뤼크, 뮌스터, 조스트와 함께 방어 동맹을 결성했다. 1850년 프로이센 왕국에 편입되면서부터 공업화가 진행되었지만 제2차 세계 대전 기간 동안에는 부헨발트 강제 수용소의 분소로 사용되기도 했다. 1945년 4월 1일에는 미국 군대가 립슈타트를 점령했다.

## 출신 인물
- 마르틴 니묄러: 루터교 목사
- 카를하인츠 루메니게: 전직 축구 선수

## 자매 도시
- 네덜란드 위던